# جو جيلهاردت
جو جيلهاردت (مواليد 4 مايو 2002) هو لاعب كرة قدم إنجليزي يلعب في مركز المهاجم في نادي ليدز يونايتد.

## روابط خارجية
- جو جيلهاردت على موقع الاتحاد الأوربي (الإنجليزية)
- جو جيلهاردت على موقع قاعدة بيانات كرة القدم.إي يو (الإنجليزية)
- جو جيلهاردت على موقع Soccerbase.com (لاعب) (الإنجليزية)
- جو جيلهاردت على موقع Soccerway.com (الإنجليزية)
- جو جيلهاردت على موقع عالم كرة القدم.نت (الإنجليزية)